# Dopalacze
Dopalacze – potoczna nazwa różnego rodzaju produktów zawierających substancje psychoaktywne, które nie znajdują się na liście środków kontrolowanych przez ustawę o przeciwdziałaniu narkomanii. Spożycie ich ma na celu wywołanie w organizmie jak najwierniejszego efektu narkotycznego substancji zdelegalizowanych.
Podobne substancje w krajach anglosaskich są znane pod nazwą designer drugs, zaś w krajach niemieckojęzycznych pod nazwą Designerdroge. Występowanie tzw. dopalaczy ma charakter ogólnoświatowy. Istnieją od co najmniej połowy lat 80. XX w., w Stanach Zjednoczonych, Kanadzie, Australii i w większości krajów Unii Europejskiej.

## Skład chemiczny
Środki tego rodzaju są produkowane głównie po to, aby ominąć obowiązujące zakazy antynarkotykowe, stąd ich skład chemiczny ulega ciągłej ewolucji. Ponadto producenci tego rodzaju środków nie podają zwykle ich pełnego składu chemicznego, zaś potencjalnych związków chemicznych o działaniu psychoaktywnym, które stosunkowo łatwo jest otrzymać, jest co najmniej 12 tysięcy. W literaturze przedmiotu jest niewiele systematycznych badań nad rzeczywistym składem tych produktów. W większości są to jedynie dane przyczynkowe, oparte na analizie produktów, których spożywanie spowodowało czyjś ciężki uszczerbek na zdrowiu. W literaturze na temat składu dopalaczy pojawiają się także przypuszczenia, oparte na ogólnej wiedzy o znanych ludzkości związkach chemicznych i roślinach wywołujących określone efekty narkotyczne. W Unii Europejskiej w latach 90. XX wieku Europejskie Centrum Monitorowania Narkotyków i Narkomanii (EMCDDA) wdrożyło system wczesnego ostrzegania, który gromadzi informacje z poszczególnych krajów i wydaje rekomendacje wprowadzenia (bądź nie) zakazu produkcji i użycia nowych, pojawiających się na rynku substancji psychoaktywnych. Do końca 2009 roku system ten odnotował 90 różnych związków chemicznych.
Generalnie komercyjne postacie designer drugs można podzielić na 3 grupy:
- środki pochodzenia głównie roślinnego (susze, kadzidełka), które stosuje się tak jak tytoń (pali w fajkach, czy wykonuje z nich tzw. skręty) lub spala w pomieszczeniu tak jak kadzidełka, mające w sposób legalny powodować efekty zbliżone do palenia marihuany czy opium; preparaty te bywają czasami wzmacniane syntetycznymi kannabinoidami lub innymi związkami chemicznymi; w krajach anglosaskich są one łącznie nazywane spice od jednego z najbardziej popularnych produktów tego rodzaju;
- środki pochodzenia głównie syntetycznego, sprzedawane w formie tabletek (tzw. party pills) lub proszków w torebkach, które zawierają zazwyczaj rozmaite mieszanki różnych grup związków działających psychoaktywnie: stymulantów, opioidów, halucynogenów, dysocjantów, empatogenów itp.;
- środki syntetyczne zawierające jedną, konkretną substancję, która (jeszcze) nie jest zakazana, sprzedawane w postaci znaczków do lizania, małych pigułek i w innych formach; środki te są stosunkowo najmniej popularne.

### Mieszanki typuspice
Stosunkowo najlepiej przebadane są susze i mieszanki roślinne typu Spice, które na rynku europejskim pojawiły się około 2003 roku.
Grupa badaczy z Centrum Medycznego Uniwersytetu we Fryburgu opublikowała w sierpniu 2010 obszerny raport z własnych i wcześniejszych analiz składu 140 mieszanek typu Spice sprzedawanych w latach 2008–2009 legalnie w Niemczech jako kadzidełka lub rzekome nawozy do roślin doniczkowych. Analizy te zostały dokonane za pomocą połączonych technik NMR, spektroskopii masowej i chromatografii gazowej. Badania wykazały, że część z tych preparatów zawierała mieszanki lub pojedyncze syntetyczne związki psychoaktywne: CP-47,497, JWH-018, JWH-073 i JWH-250 oraz aktywny produkt metabolizmu leku tramadol – O-demetylotramadol. Oprócz tego mieszanki zawierały też różnego rodzaju substancje pochodzenia roślinnego, z których część ma działanie psychoaktywne (THC, kofeina, harmalina, harmina), a część jest tylko niegroźnymi dodatkami smakowo/zapachowymi (eugenol, etylowanilina, wanilina, witamina E, marubina, benzofenon).
Około 2/3 mieszanek sprzedawanych w Niemczech przed wprowadzeniem zakazu użycia JWH-18 oraz CP-47,497 zawierało te syntetyczne kannabinoidy pojedynczo lub w mieszankach. Pozostałe nie zawierały w ogóle syntetycznych kannaboidów, ale zawierały mieszanki kofeiny, harmaliny, harminy i kannabidiolu. Po wprowadzeniu zakazu tylko około 15 procent tych mieszanek wciąż zawierało zakazane substancje, w pozostałych JWH-18 i CP-47 zostały zastąpione substancjami o podobnym działaniu, a ogólny procent mieszanek zawierających syntetyki spadł do 65 procent, co w dużym stopniu wynikało z faktu, że na rynek wypuszczano często preparaty o tych samych nazwach co dawniej, ale niezawierające w ogóle syntetycznych kannabinoidów. Po zakazie wzrosła natomiast liczba produktów zawierających syntetyczne opioidy.
Oprócz ww. syntetycznych substancji psychoaktywnych istnieją też doniesienia o obecności w mieszankach typu Spice związków JWH-398 oraz HU-210.

### Party pills

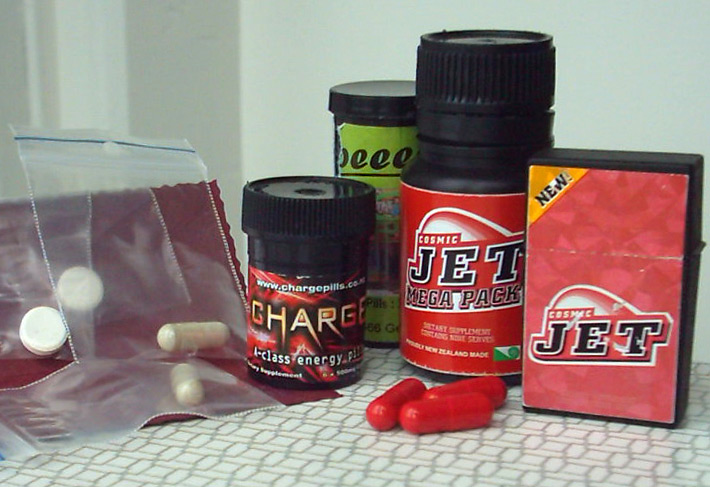
Przykładowe formy party pills, zawierających BZP, sprzedawanych w Nowej Zelandii

Party pills przyjmują zwykle postać tabletek lub kapsułek i ich głównym przeznaczeniem jest poprawa nastroju oraz ułatwienie znoszenia wysiłku fizycznego na imprezach tanecznych. Przez długi czas najbardziej popularne były tabletki Ecstasy, zawierające głównie pochodną amfetaminy – MDMA. Po wpisaniu w 1985 r. MDMA na listę zakazanych przez ONZ substancji psychotropowych, w latach 90 XX w. na rynku zaczęły pojawiać się produkty Ecstasy-podobne, które nie zawierały jednak MDMA.
Stosunkowo najdokładniej przebadano je w Nowej Zelandii i Australii, które w 2008 r. przygotowywały się do wprowadzenia prawa skutecznie blokującego możliwość ich legalnej sprzedaży. W krajach tych dominowały party pills zawierające Benzylpiperazynę (BZP) oraz TFMPP, a także inne pochodne piperazyny, m.in.: MeOPP i pFPP. Związki te są też zakazane w wielu innych krajach, w tym w Stanach Zjednoczonych.

## Sytuacja prawna na świecie
W związku z szybkim rozwojem wielu nowych substancji psychoaktywnych w wielu krajach nie ma legislacji umożliwiającej skuteczną kontrolę lub zakaz ich dystrybucji. Częstym zjawiskiem w wielu krajach jest szybka reakcja producentów tych środków, mająca na celu ominięcie dopiero co wprowadzanych zakazów.
Tradycyjnie, większość krajów ogranicza się tylko do uzupełniania list konkretnych substancji psychoaktywnych w miarę tego jak pojawiają się one na rynku. W Niemczech, Kanadzie i Wielkiej Brytanii stosuje się zasadę stałej obserwacji rynku i stosunkowo szybkiego, systematycznego dopisywania do listy zakazanych substancji, tych, które zaczynają powodować zauważalne negatywne efekty społeczne. Takie przepisy prawne są łatwe do ominięcia przez wprowadzanie na rynek prostych analogów już zakazanych substancji psychoaktywnych.
Niektóre kraje próbują rozwiązać problem poprzez wprowadzenie przepisów prawnych o całkowitym zakazie produkcji i dystrybucji substancji chemicznych będących analogami już zakazanych lub których dystrybucja jest ściśle kontrolowana:
- W Stanach Zjednoczonych wprowadzono w 1986 r. poprawkę do ustawy Controlled Substances Act, w której zakazano produkcji, sprzedaży i posiadania substancji, które są chemicznie lub farmakologicznie znacząco podobne do tych wpisanych na tzw. listę nr 1 (środki nie stosowane jako leki i mające potencjalnie silne działanie uzależniające) oraz listę nr 2 (psychoaktywne środki uzależniające, które są stosowane jako leki). Listy te są stale uzupełnianie przez DEA[13]. Mimo dość ścisłej definicji terminu „anolog”. w Stanach Zjednoczonych doszło do kilku rozpraw, które stały się precedensami dotyczącymi interpretacji prawa w praktyce[14].
- Australia i Nowa Zelandia wprowadziły przepisy prawne oparte wyłącznie na strukturze chemicznej jako podstawie zakazu produkcji i dystrybucji określonych, obszernych grup związków chemicznych. Definicja tych grup związków jest tak szeroka, że obejmuje potencjalnie miliony struktur, łącznie z takimi, których dotąd nigdy nie syntezowano. Nie obejmuje ona jednak związków chemicznych, które nie są strukturalnie podobne do żadnej z kontrolowanych substancji psychoaktywnych, nawet jeśli istnieją dowody, że dają one analogiczne efekty po spożyciu[15][16].

## Sytuacja prawna i społeczna w Polsce
W Polsce dopalaczami są nazywane produkty zawierające związki stanowiące pochodne zakazanych substancji psychoaktywnych (np. amfetaminy) lub preparaty ziołowe zawierające związki halucynogenne, m.in. kannabinoidy. Stopień ich szkodliwości dla zdrowia i potencjał uzależniający jest przedmiotem badań i analiz, które jednak ze względu na liczbę znanych i ciągle wynajdowanych substancji psychoaktywnych, nie nadążają za zmianami ich składu przez producentów.
Dodatkowo, dopalacze wprowadzono do obrotu jako „produkty kolekcjonerskie, nienadające się do spożycia”, dlatego z czysto formalnego punktu widzenia nie podlegały one kontroli Państwowej Inspekcji Farmaceutycznej. Substancje w nich zawarte nie znajdowały się na liście środków zakazanych ustawą o przeciwdziałaniu narkomanii, więc mogły być sprzedawane w legalnie działających sklepach.
Na temat składu dopalaczy sprzedawanych w Polsce niewiele wiadomo, gdyż, jak stwierdziło Ministerstwo Zdrowia, przed 14 października 2010, nigdy nie przeprowadzano ani też nie zlecano przeprowadzenia żadnych systematycznych badań w tym zakresie. Dopiero po akcji zamykania sklepów z dopalaczami w październiku 2010 służby państwowe weszły w posiadanie znacznej liczby próbek tych preparatów, których jednak do 18 października 2010 zdołano przebadać ok. 130, a wyniki tych badań nie zostały dotąd opublikowane. We wrześniu 2009 r. łódzka prokuratura zleciła zbadanie kilkunastu próbek dopalaczy Instytutowi Ekspertyz Sądowych w Krakowie, który jednak nie dopatrzył się w nich żadnych zabronionych substancji psychoaktywnych i uznał, że zasadniczo ich spożywanie nie jest niebezpieczne. Co prawda w paru próbkach wykryto niewielkie ilości BZP, ale wówczas substancja ta nie znajdowała się jeszcze na liście zabronionych w Polsce. 1 października 2010 w jednym ze sklepów z dopalaczami w Zakopanem policja wykryła preparaty zawierającą pochodną fenyloetyloaminy – 2C-B, był to jednak prawdopodobnie jednostkowy przypadek obecności tego związku w dopalaczach.
Większość sprzedawanych w Polsce dopalaczy przypominała wyglądem i specyfiką działania produkty typu Spice. Temat dopalaczy pojawił się w polskim Sejmie w roku 2008, jednak dopiero 20 marca 2009 weszła w życie nowelizacja ustawy o przeciwdziałaniu narkomanii. Zwiększyła ona listę zakazanych substancji o kilkanaście, które na podstawie danych z innych krajów oraz wyrywkowych badań własnych podejrzewano o obecność w produktach sprzedawanych w Polsce. Były to głównie rośliny (oraz ich ekstrakty i susze): Argyreia nervosa, Banisteriopsis caapi, Calea zacatechichi, Catha edulis, Echinopsis pachanoi, Piper methysticum, Leonotis leonurus, Mimosa tenuiflora, Mitragyna speciosa, Nymphaea caerulea, Peganum harmala, Psychotria viridis, Rivea corymbosa, Salvia divinorum, Tabernanthe iboga, Echinopsis peruviana oraz kilka substancji syntetycznych, m.in.: Benzylopiperazyna i JWH-018.
Nowelizacja, która była pierwszą ogólnopaństwową próbą ograniczenia legalnego handlu dopalaczami w Polsce okazała się niewystarczająca – producenci szybko zastąpili wyłączone substancje innymi. Według danych Ministerstwa Zdrowia nowelizacja nie przyniosła żadnego efektu. Z tych samych danych wynika, że w lutym 2009 działały w Polsce 42 sklepy z dopalaczami, w lipcu 2010 było już ich ok. 260, natomiast w ramach akcji z października 2010 zamknięto ich ponad 1300.
Na początku października 2010 roku, na podstawie wydanej na wniosek minister zdrowia Ewy Kopacz, kontrowersyjnej z prawnego punktu widzenia decyzji Głównego Inspektora Sanitarnego, w całej Polsce zamknięto i opieczętowano większość obiektów, które prowadziły sprzedaż dopalaczy. Akcję tę poparł osobiście premier rządu Donald Tusk stwierdzając m.in.:
W walce z dopalaczami, jak będzie trzeba, będziemy działać na granicy prawa.
Według danych z Centrum Kryzysowego Ministerstwa Zdrowia, akcja zamknięcia sklepów przyniosła znaczący efekt zmniejszenia hospitalizacji na oddziałach toksykologicznych w całej Polsce. Do 18 października 2010 było 304 hospitalizacji z podejrzeniem zatrucia dopalaczami i 18 zgonów, przy czym ze względu na nieznajomość składu dopalaczy nie da się tych wszystkich przypadków powiązać z tymi środkami ze 100% pewnością, a jedynie można to z bliżej nieokreślonym prawdopodobieństwem podejrzewać. Z ogólnej liczby przypadków hospitalizacji 173 miało miejsce od 1 września do 14 października (średnio ok. 3,93 na dzień) i tylko 16 od 14 do 18 października (średnio 3,2 na dzień), co zdaniem podsekretarza Stanu w Ministerstwie Zdrowia Adama Fronczaka wskazuje na skuteczność akcji zamykania sklepów.
Kilka dni po akcji zamykania sklepów, w trybie pilnym trafił do Sejmu RP projekt ustawy o zmianie ustawy o przeciwdziałaniu narkomanii oraz ustawy o Państwowej Inspekcji Sanitarnej, w której m.in. zdelegalizowano wytwarzanie, handel i reklamę wszelkich środków zastępczych, które zdefiniowano jako:
substancję pochodzenia naturalnego lub syntetycznego w każdym stanie fizycznym lub produkt, roślinę, grzyba lub ich część, zawierające taką substancję, używane zamiast środka odurzającego lub substancji psychotropowej lub w takich samych celach jak środek odurzający lub substancja psychotropowa, których wytwarzanie i wprowadzanie do obrotu nie jest regulowane na podstawie przepisów odrębnych
Pod powyższą definicję można jednak podciągnąć prawie każdą substancję, którą człowiek jest w stanie się odurzyć, a więc także te powszechnie dostępne, np. herbata, czekolada, gałka muszkatołowa, syrop przeciwkaszlowy, klej. Stąd wątpliwości natury prawnej.
Nowelizacja zakłada też możliwość wycofania podejrzanej substancji, wyłącznie na podstawie uzasadnionego podejrzenia, że spełnia ona w/w definicję środka zastępczego, z obrotu na czas do 18 miesięcy na mocy decyzji właściwego państwowego inspektora sanitarnego, a w przypadku stwierdzenia takiej szkodliwości nakłada dotkliwe kary finansowe na jej dystrybutorów i producentów. 8 października 2010, nowelizacja, po odrzuceniu większości poprawek opozycji została przez Sejm przyjęta niemal jednogłośnie, po czym trafiła do Senatu.
W opinii wydanej przez Biuro Legislacyjne Senatu nowelizacja zawiera szereg wad prawnych, w szczególności jest niezgodna z zasadą domniemania niewinności zawartą w art. 42 oraz z zasadą sprawiedliwości społecznej zawartą w art. 2 Konstytucji RP, a także łamie kilka punktów Europejskiej Konwencji Praw Człowieka. Mimo to, Komisja Zdrowia oraz Komisja Praw Człowieka zdecydowała o wniesieniu pod głosowanie i przyjęcie nowelizacji bez poprawek. 20 października 2010 odbyła się niedokończona dyskusja nad proponowaną nowelizacją, którą podsumował senator Stanisław Iwan, który, mimo licznych wątpliwości wyrażonych w trakcie dyskusji, rekomendował przyjęcie nowelizacji bez żadnych zmian. Głosowanie Senatu nad nowelizacją odbyło się 21 października 2010. Za przyjęciem nowelizacji bez żadnych zmian głosowało 79 senatorów, wstrzymało się 3, jeden głosował przeciw (Włodzimierz Cimoszewicz).
Nowelizacja, po zaakceptowaniu przez Senat RP została przesłana do kancelarii Prezydenta RP, Bronisława Komorowskiego, gdzie była badana pod względem konstytucyjności. Prezydent RP oświadczył, że zależnie od wyników tego „badania” podejmie decyzję o podpisaniu, zgłoszeniu do Trybunału Konstytucyjnego, bądź zawetowaniu jej. 8 listopada 2010 Bronisław Komorowski podpisał nowelizację, twierdząc, że zdaniem prawników jego kancelarii nie jest ona niekonstytucyjna.
Od 21 sierpnia 2018 r. posiadanie, wytwarzanie i sprzedaż dopalaczy stanowią przestępstwa. Określane są one jako nowe substancje psychoaktywne.